# Тікухоку

36°25′35″ пн. ш. 138°0′55″ сх. д. / 36.42639° пн. ш. 138.01528° сх. д.
Тікухо́ку (яп. 筑北村, あさひむら, МФА: [t͡ɕi̥kuhoku muɾa]) — село в Японії, в повіті Хіґасі-Тікума префектури Наґано. Станом на 1 квітня 2009 площа села становила 99,50 км². Станом на 1 липня 2011 населення села становило 5091 осіб.